# アクースモニウム

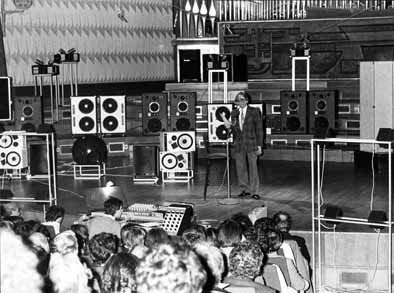
アクースモニウムの解説をするピエール・シェフェール

アクースモニウム（Acousmonium）とは、フランスの電子音楽作曲家、フランソワ・ベイルによって1974年につくられ、メゾン・ド・ラ・ラジオ内の研究機関G.R.M. で最初に用いられた音響システムである。

## 概要
アクースモニウムは、テープの再生用に設計されたもので、サイズと形状の異なるラウドスピーカーで構成されている。アクースモニウムでは音の空間を「音響スクリーン」と呼んでおり、様々な大きさ、距離、方向に複数の音響スクリーンを形成する。ベイル自身は、1993年に、あるCDのライナーノーツ上で以下のように語っている。
| 「 | もう一つのユートピアは、純粋に「聴く」ことに専念するものであり、音に浸りやすい「投影領域」として、はっきりと管理され、空間化されたポリフォニーへと変換される。 | 」 |

2006年5月5日～7日の3日間、ロンドン現代芸術研究所で　80個以上のスピーカーを使用したアクースモニウムの音楽祭が開かれた。　　

## 歴史
ベイルによる試みは、1952年、ピエール・シェフェール、ジャック・ポランの発案による4チャンネルの「立体ミキサー」を用いたオリヴィエ・メシアンらの作品の上演や、5チャンネルの立体音響を用いたカールハインツ・シュトックハウゼンの『少年の歌』の発表が行なわれており、また、1958年ブリュッセル万博の「フィリップス館」ではヤニス・クセナキスとル・コルビュジェの手による、400あまりのスピーカーを用いたエドガー・ヴァレーズの『ポエム・エレクトロニック』とクセナキスの作品の上演が行なわれていた。そして、ベイルの「アクースモニウム」発表の直前にあたる1973年には、クリスチャン・クロジエによる「グメバフォン」が公開された。
音響エンジニアのジャン・クロード・ラルマンの協力のもと、アクースモニウムの構想をあたためてきたベイルは、1974年1月16日にサン・セヴラン教会で非公式にアクースモニウムのコンサートを開催し、同年2月12日にパリの「エスパス・カルダン」でのコンサートでアクースモニウムを初公開した。
ベイルの手による最初のアクースモニウムは、19個程のスピーカーから成り立っており、8チャンネル分の独立した音量操作が可能であった。オーケストラを想起させるスピーカーの配置が特徴であり、また、通常指揮者が立つ位置に操作ブースを設置している。